# Bursera kerberi
Bursera kerberi är en tvåhjärtbladig växtart som beskrevs av Adolf Engler. Bursera kerberi ingår i släktet Bursera och familjen Burseraceae. Inga underarter finns listade i Catalogue of Life.